# Deo Patriae Academiae (gedenkraam)
Deo Patriae Academiae is een gedenkraam in de Nederlandse stad Groningen dat herinnert aan de geschiedenis van het Academiegebouw van de Rijksuniversiteit Groningen.

## Achtergrond
In 1614 werd de Groninger Hogeschool opgericht, met Ubbo Emmius als eerste rector. Het eerste onderkomen werd gevonden in het voormalig Vrouw Sywenconvent, een Begijnhof tegenover de Broerkerk in het centrum van de stad. Het gebouw werd in 1846 wegens bouwvalligheid afgebroken. In 1850 werd een nieuw Academiegebouw opgericht, naar een ontwerp van J.F. Scheepers. De hogeschool werd in 1876 Rijksuniversiteit. In 1906 ging het tweede Academiegebouw tijdens schilderswerkzaamheden in vlammen op. Architect Jan Vrijman ontwierp het huidige Academiegebouw aan de Broerstraat, waaraan van 1907 tot 1909 werd gewerkt.

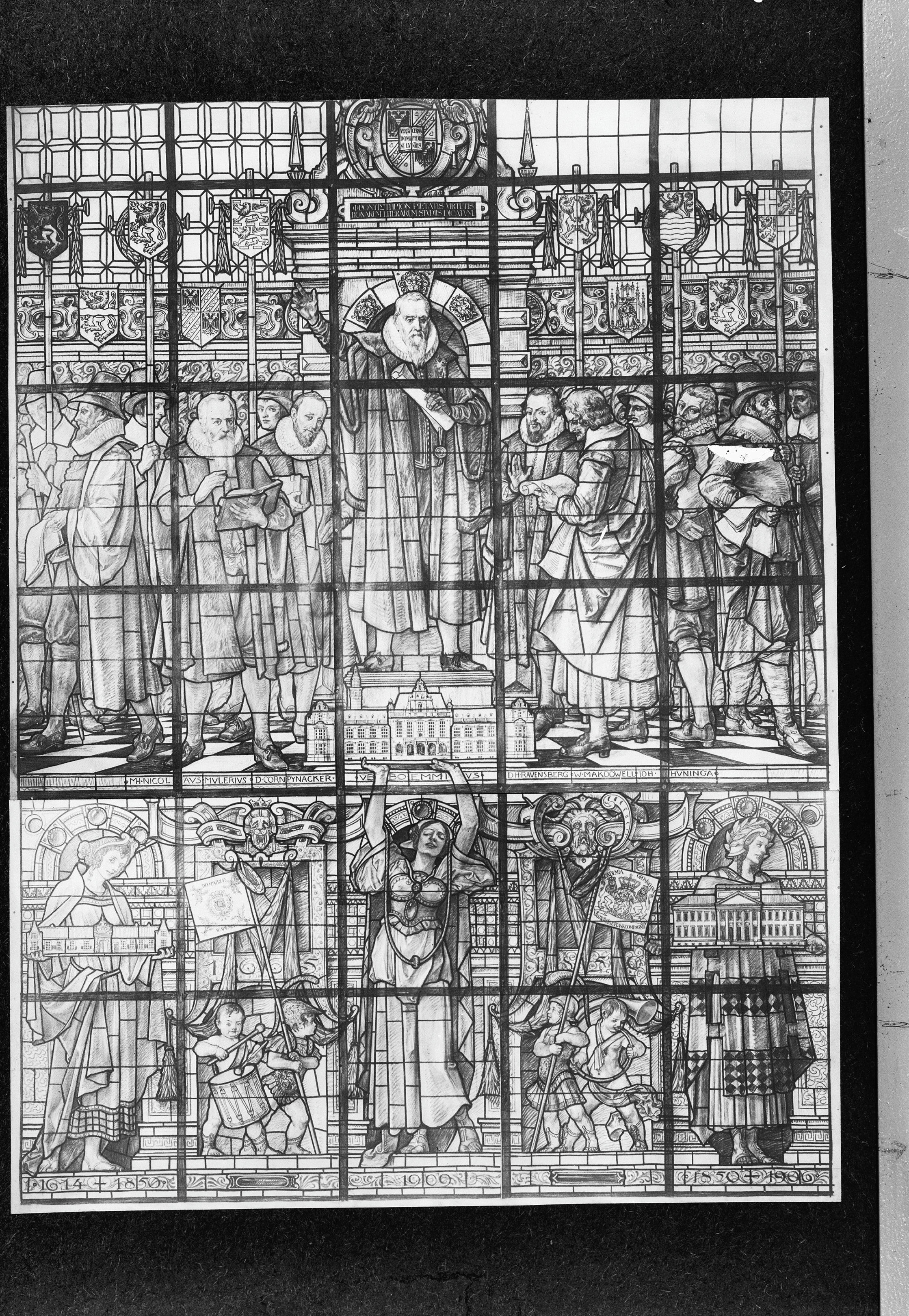
Ontwerp

Na de opening van het nieuwe gebouw in 1909 werd een prijsvraag uitgeschreven voor een ontwerp voor een gedenkraam. De jury werd gevormd door Victor de Stuers, Hendrik Willem Mesdag en architect Vrijman. Uit de ruim twintig inzendingen werd het ontwerp Deo Patriae Academiae van Rudolf (1874-1916) en Otto Linnemann (1876-1961) verkozen, glasschilders uit Frankfurt am Main. De naam van het raam werd ontleend aan het opschrift van het vaandel dat de Groninger studenten met zich meedroegen toen zij in 1665 de stad verdedigden tegen de bisschop van Munster en dat staat voor God, Vaderland, Academie. Het glas-in-loodraam toont de eerste Groninger hoogleraren en drie vrouwen, mogelijk bedoeld als stedenmaagden, met elk een van de Academiegebouwen in hun handen. Op advies van de jury werd een aantal punten van het ontwerp aangepast, zo wijkt de schikking van de wapens en de plaats van Emmius' naam af van het ontwerp.
Het gedenkraam zou centraal bovenaan de trap worden geplaatst en besloten werd de broers Linnemann ook de opdracht te geven voor de zes zijramen in het trappenhuis. Zij maakten bovendien de allegorische wandschildering Triomf der Wetenschap voor de aula. Het hoofdraam werd gefinancierd door de gemeente Groningen en Gedeputeerde Staten van Groningen, ter gelegenheid van het 300-jarig bestaan van de universiteit. Drie zijramen werden aangeboden door de Groninger afdeling van de Maatschappij tot Nut van 't Algemeen, de andere drie door particulieren. De ramen werden in april 1914 geplaatst. Bij de viering van het jubileum in juni 1914 werden ze officieel aan het publiek getoond.
Enkele decennia later werden gedenkramen in de aula van het Academiegebouw geplaatst die ook verwijzen naar de universiteitsgeschiedenis, deze zijn gemaakt door Johan Dijkstra. Het Academiegebouw werd in 1995 als rijksmonument ingeschreven in het Monumentenregister. De inschrijving vermeldt onder andere: "In het qua indeling en uitmonstering uitzonderlijk gaaf bewaarde interieur (onderdelen) zijn onder meer van belang de ruime overwelfde hal met monumentaal trappenhuis met gebrandschilderde ramen". Het gebouw is "van algemeen belang vanwege zijn grote cultuurhistorische en architectuurhistorische waarde vanwege zijn grote betekenis voor de geschiedenis van het wetenschappelijk onderwijs in Groningen".

## Beschrijving

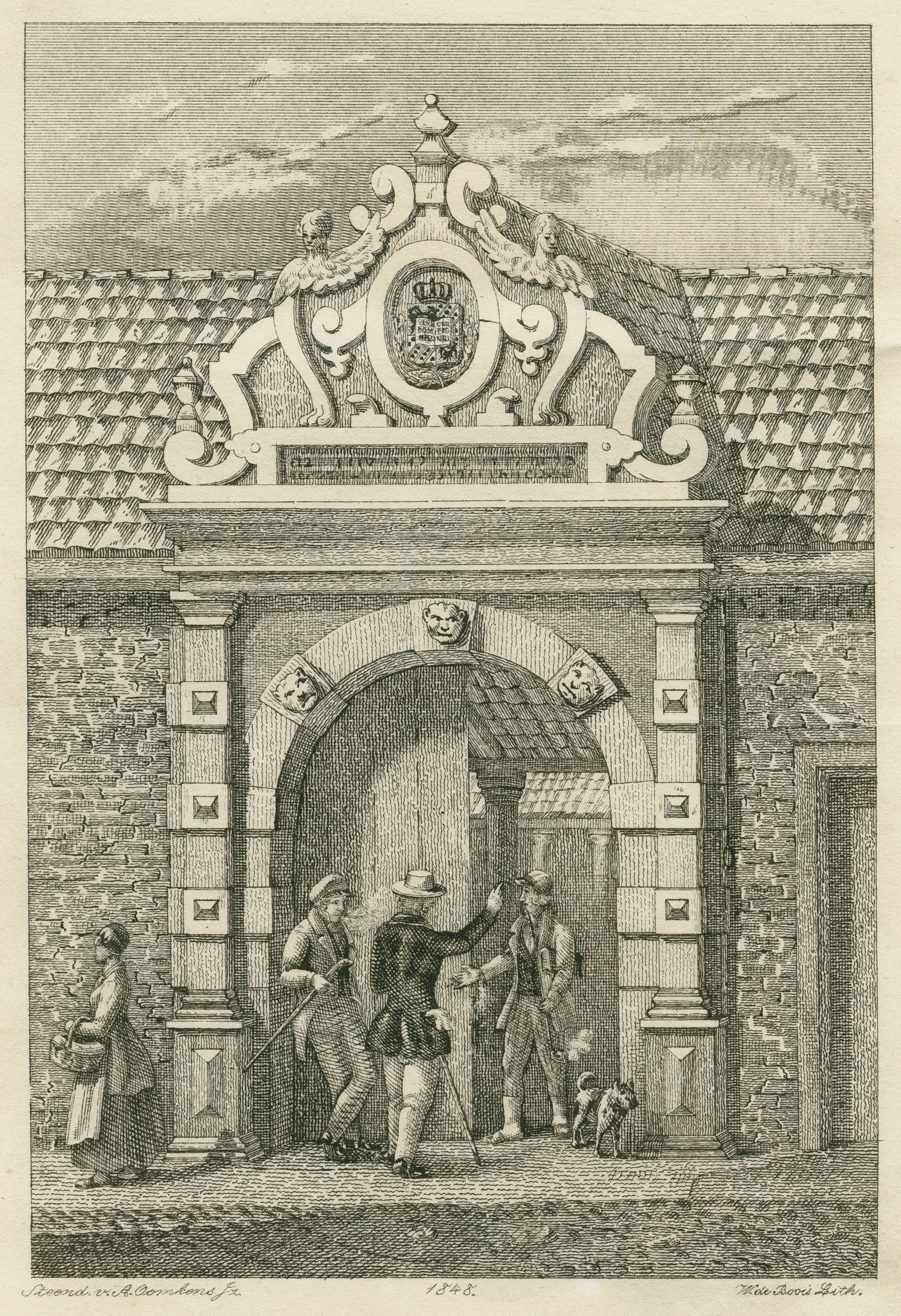
Toegangspoort van het eerste Academiegebouw. Litho van W. de Boois naar een tekening van Jan Ensing.

Het gedenkraam is geplaatst in een rondboogvenster, het wordt in vlakken verdeeld door vier verticale montanten en zes horizontale bruggen. Het rechthoekig deel bestaat uit dertig eveneens rechthoekige glaspanelen (zes rijen van vijf) van gelijke grootte.
In het boogveld prijkt het wapen van het Koninkrijk der Nederlanden, met daaronder in een banderol het devies Je maintiendrai. Een van de schildhouders is omgewend. Het Rijkswapen is in 1907 aangepast, de beide leeuwen zouden daarom naar het schild toegewend moeten zijn.
Hoogleraren
Even lager staat Ubbo Emmius (1547-1625), de eerste rector magnificus, te midden van een groep mannen. In zijn linkerhand houdt hij een bul, zijn rechterhand wijst omhoog. Hij staat voor de in 1846 afgebroken toegangspoort van het eerste Academiegebouw, met het opschrift 'φροντιστήριον pietatis virtutis bonarum literarum studiis dicatum' ('school gewijd aan de studies van de vroomheid, de deugd en de goede letteren'). Daarboven is het wapen van de universiteit geplaatst. Aan Emmius' rechterhand staan de hoogleraren Nicolaus Mulerius (1564-1630) en Cornelis Pijnacker (1570-1645), met boeken in hun hand. Links van hem staan Herman Ravensperger (1586-1625), William Makdowell (1590-1667) en Johannes Huninga (1583-1639). Zij werden allen ook rector van de Groninger academie. De gebroeders Linnemann hebben voor de beeltenis van de rectores magnifici gebruik gemaakt van bestaande portretten. Aan weerszijden van de mannen staat een pedel, die als het ware het beeld uitloopt. Emmius, de hoogleraren en pedels zijn weergegeven in bruin- en grijstinten. Op de achtergrond staan vaandeldragers met de wapens van de provincies Noord-Brabant, Friesland, Limburg, Zeeland, Utrecht, Zuid-Holland, Noord-Holland, Gelderland, Overijssel en Drenthe.

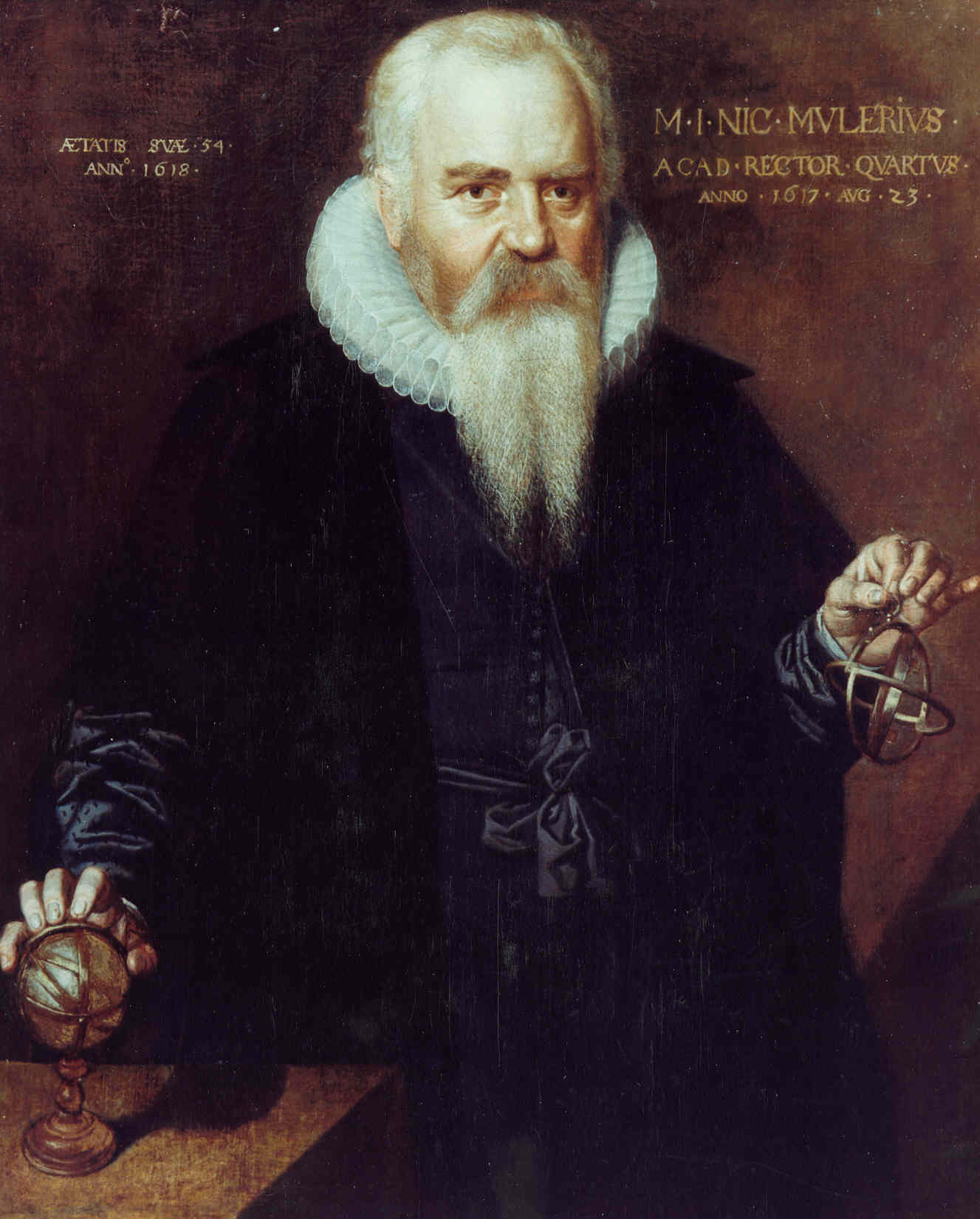
Mulerius
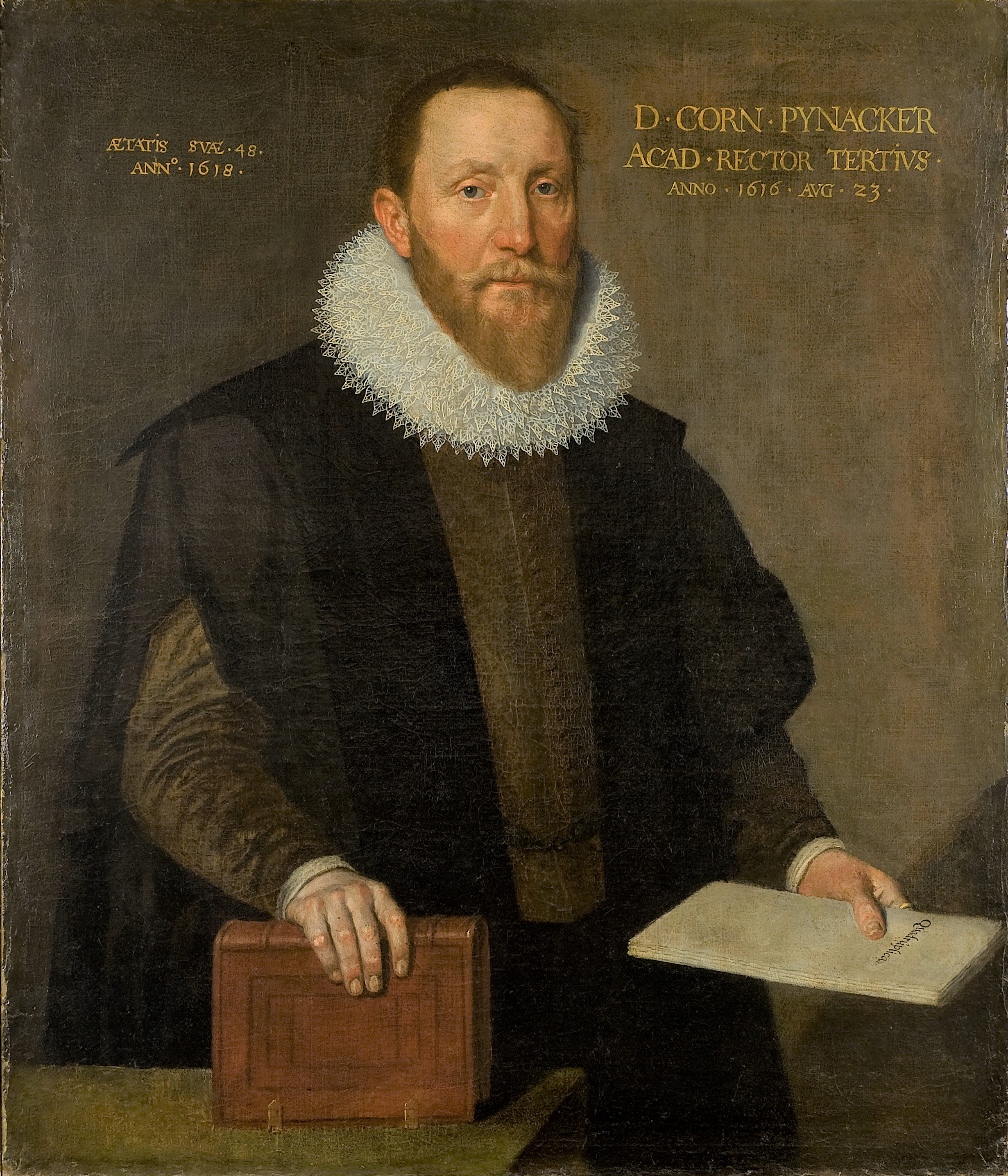
Pijnacker
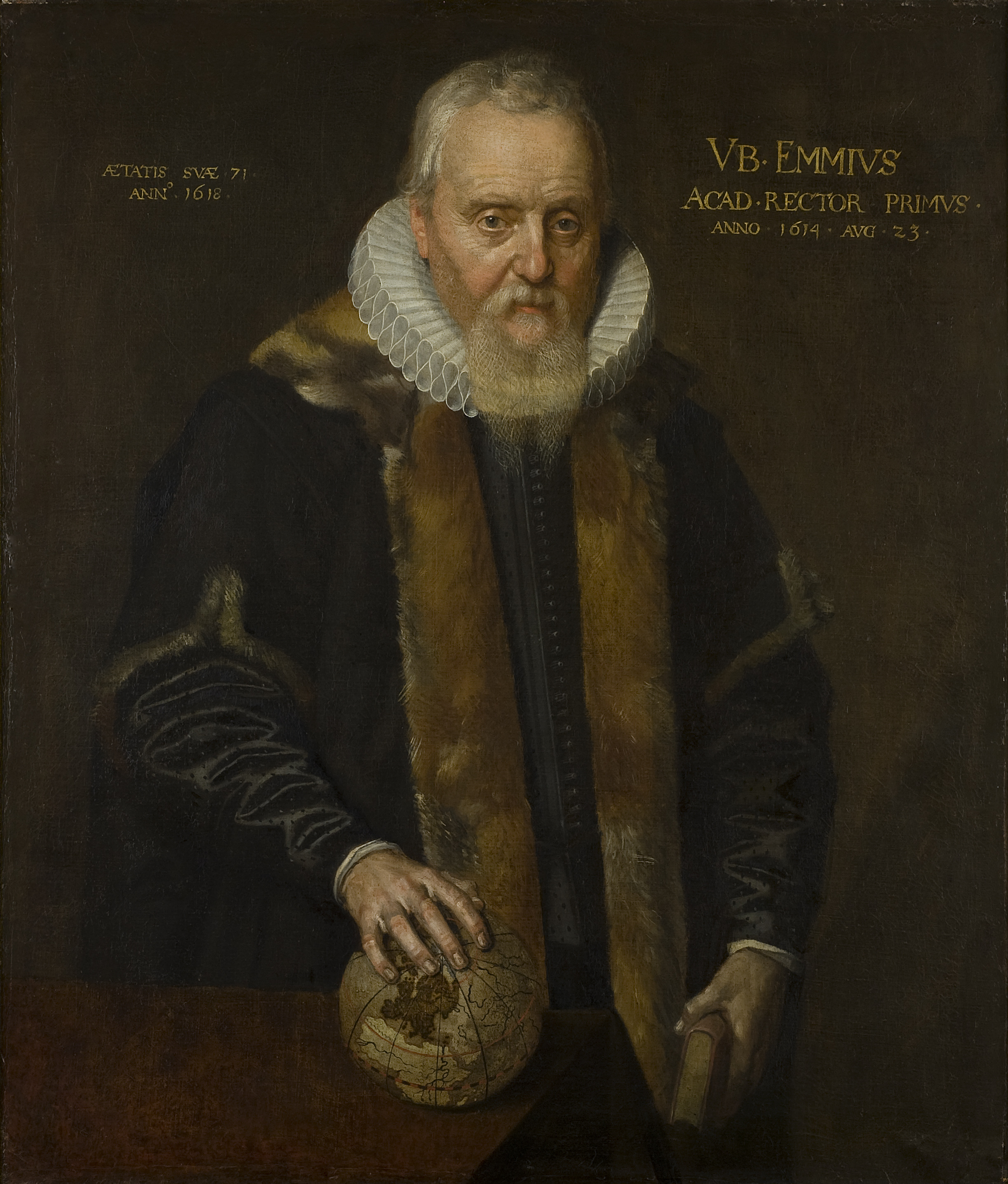
Emmius
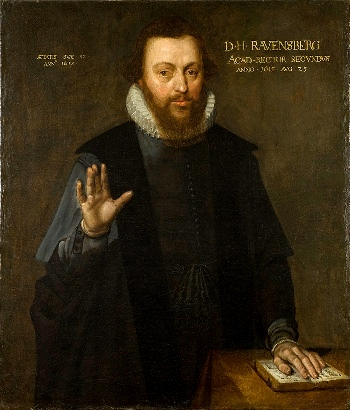
Ravensperger

Vrouwen
In het onderste deel van het raam staan drie vrouwen of stedenmaagden voor een architectonische achtergrond. Zij houden elk een van de in rood uitgevoerde Academiegebouwen in handen. Links het oudste, rechts het tweede en in het midden het huidige gebouw. Tussen hen in staan paarsgewijs vier als soldaten verklede kinderen of putti. Zij verwijzen naar de deelname van de Groninger studenten aan de verdediging van stad en vaderland. Het tweetal links, met boven hun hoofd het jaartal 1665, voert het vaandel Deo, Patriae, Academiae in de strijd tegen 'Bommen Berend'. Het tweetal rechts staat voor de meer dan 100 Groningse studenten (leden van Vindicat) die in 1830 als flankeurs deelnamen aan een veldtocht. Zij voeren het vaandel van de compagnie van vrijwillige flankeurs.

## Fotogalerij

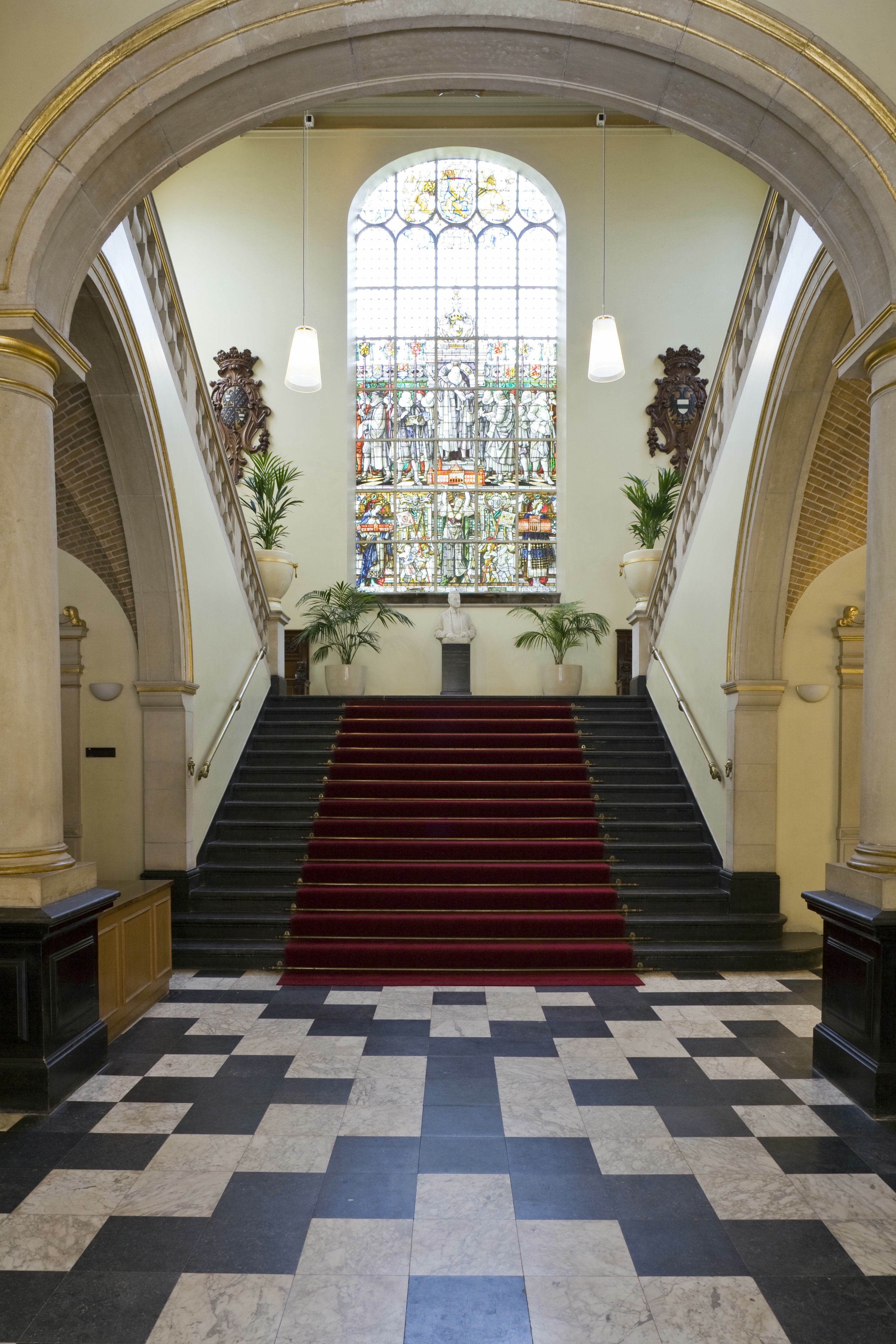
zicht vanaf de entree
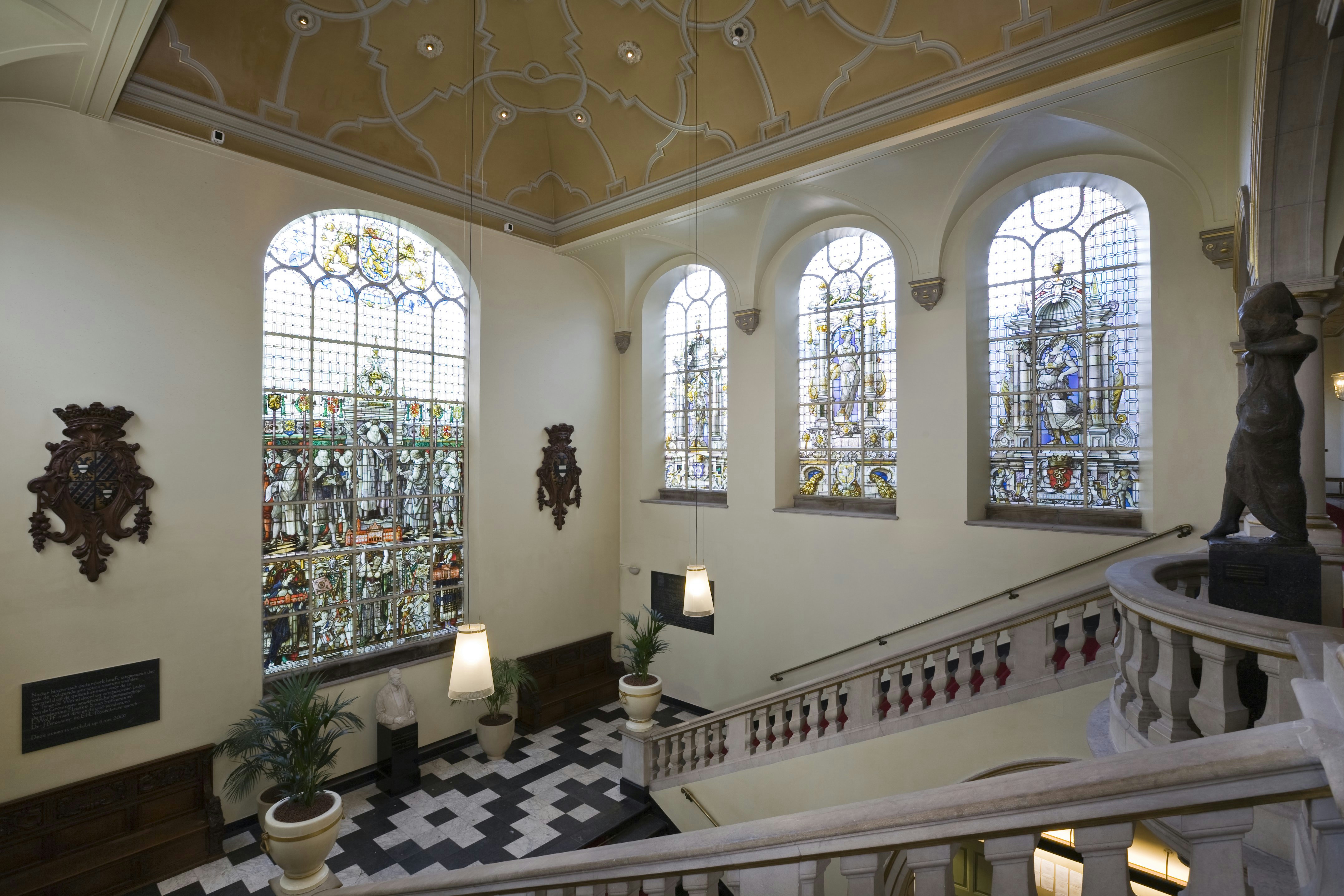
situering in het trappenhuis
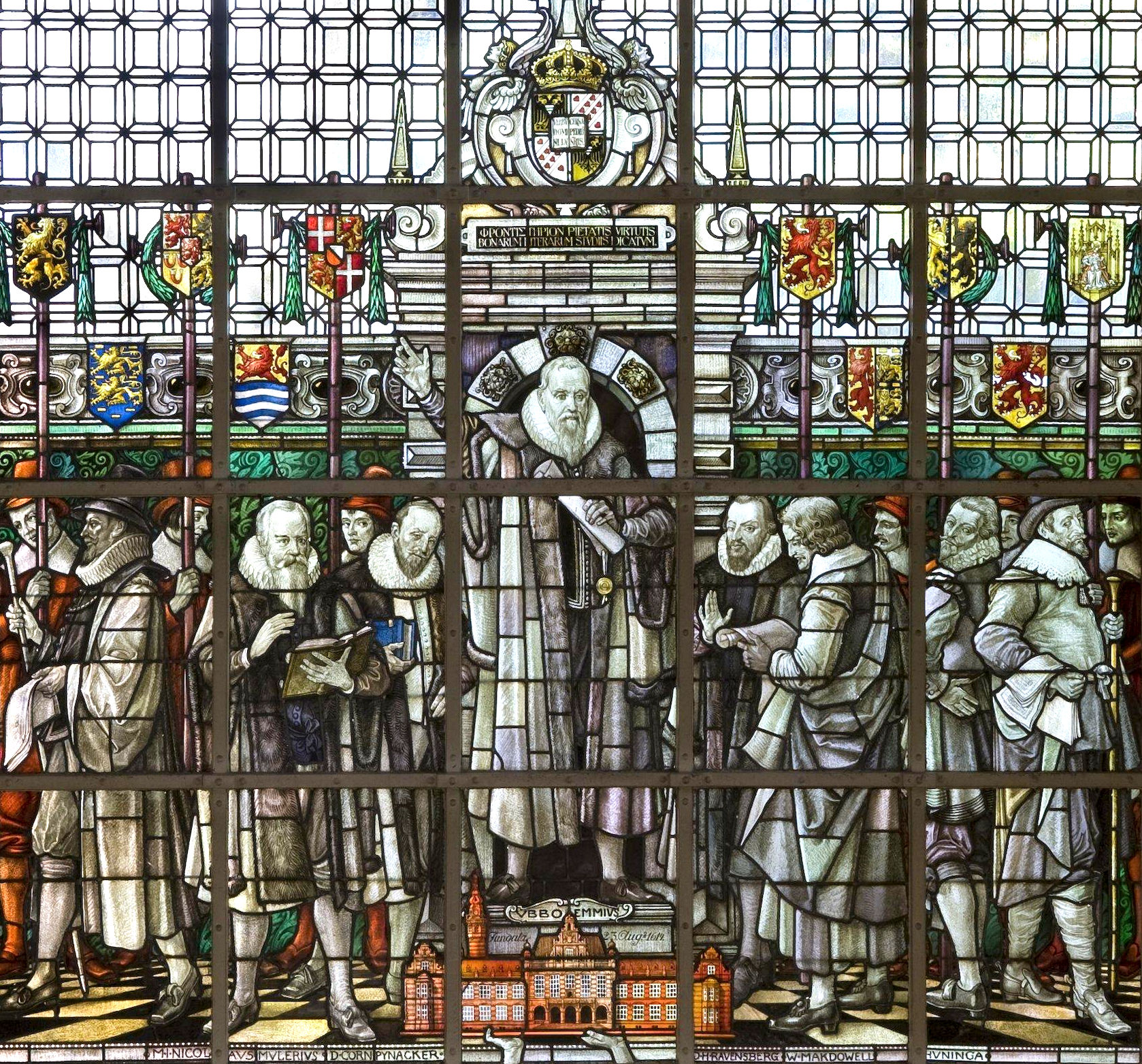
detail met de hoogleraren
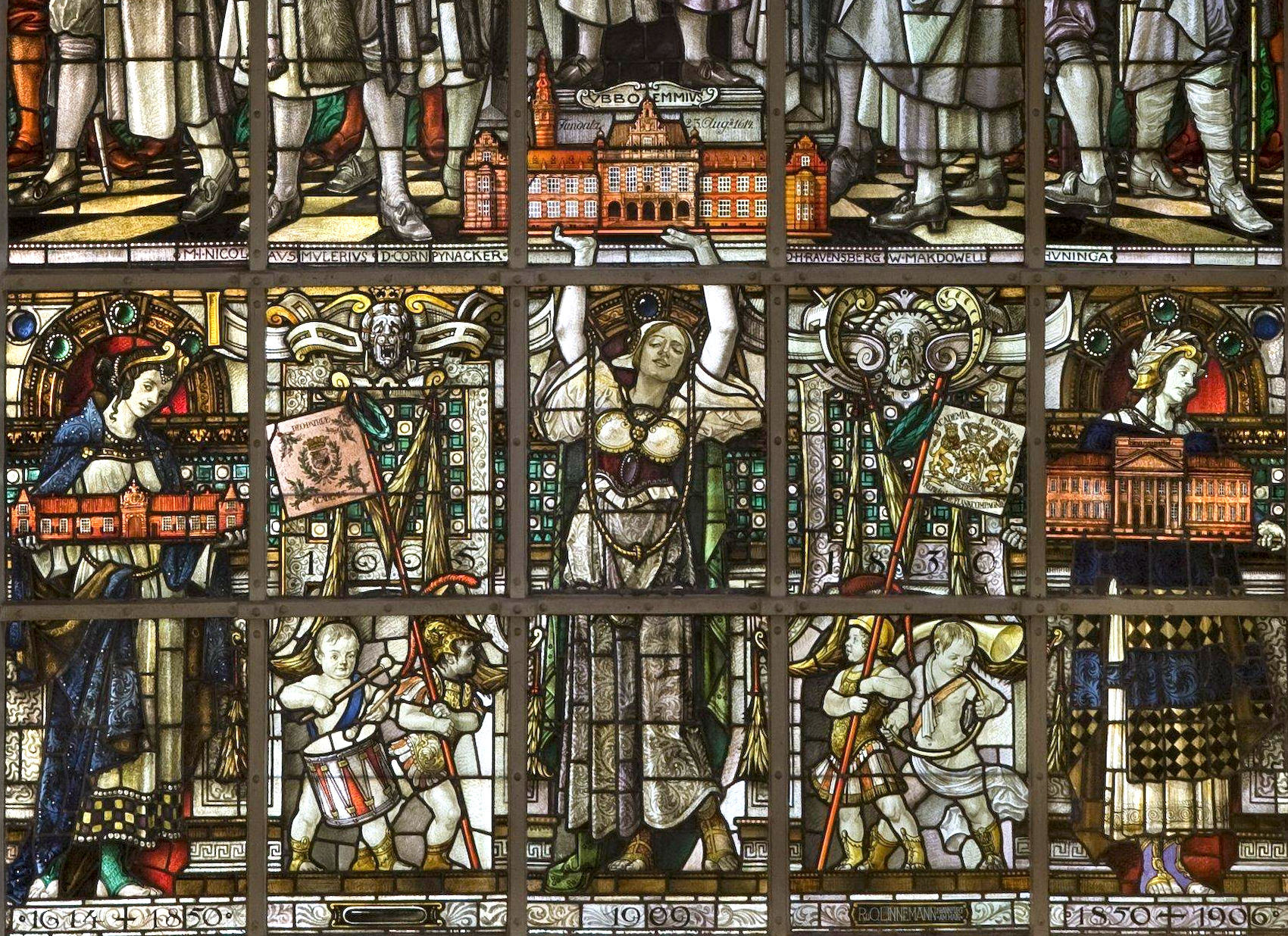
detail met de drie vrouwen

## Zijramen
De broers Linnemann maakten zes zijramen voor het trappenhuis, die verwijzen naar Minerva, godin van de wetenschap, en de vijf oorspronkelijke faculteiten geneeskunde, godgeleerdheid, letteren en wijsbegeerte, rechtsgeleerdheid, wis- en natuurkunde. Zij worden verbeeld door allegorische vrouwen. Vergelijkbare symboliek werd eerder toegepast voor de gevel van het gebouw, Petrus Ackermans maakte hiervoor zandstenen sculpturen van Minerva, Scientia, Historia, Prudentia en Mathematica.

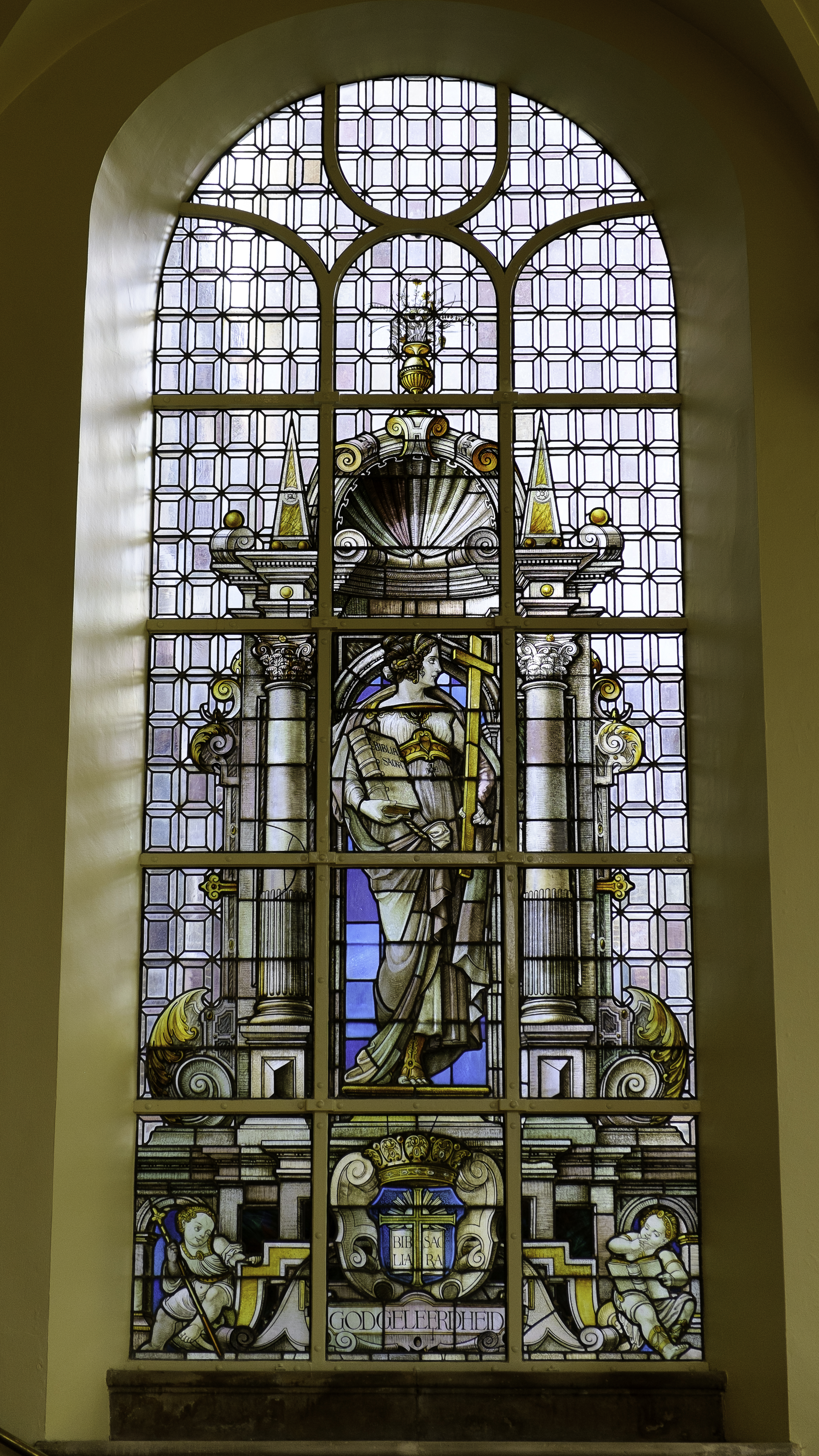
Godgeleerdheid
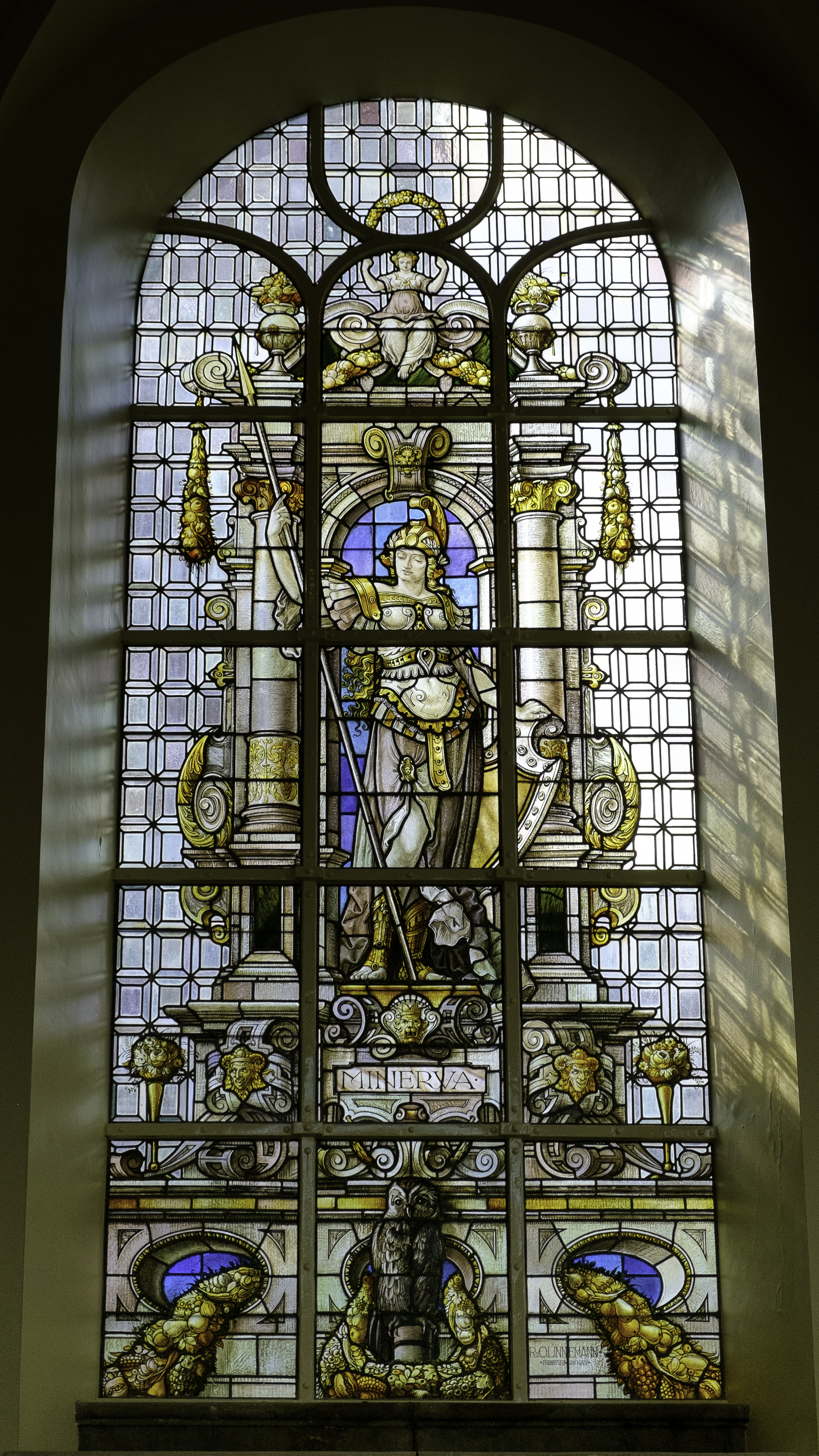
Minerva
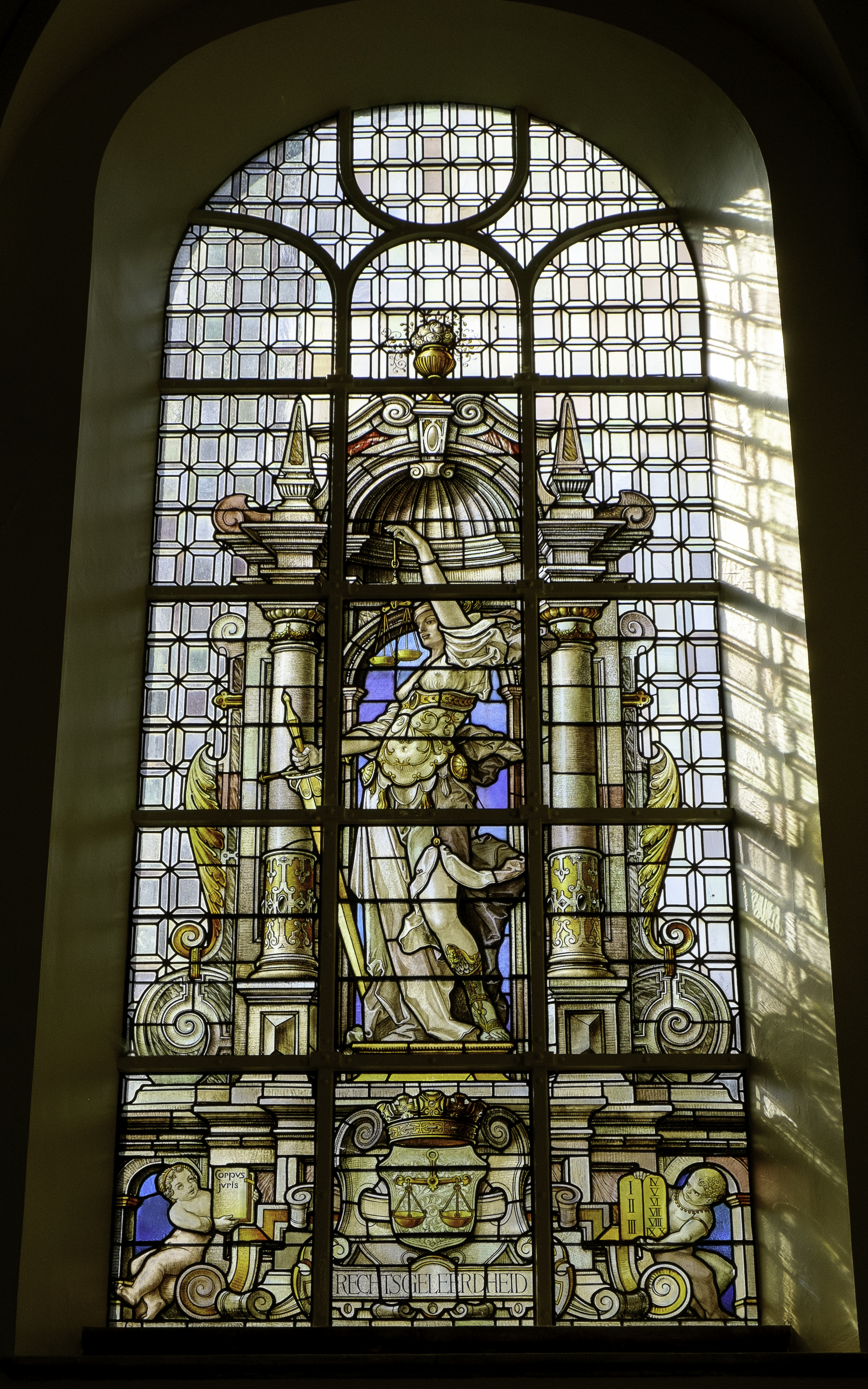
Rechtsgeleerdheid
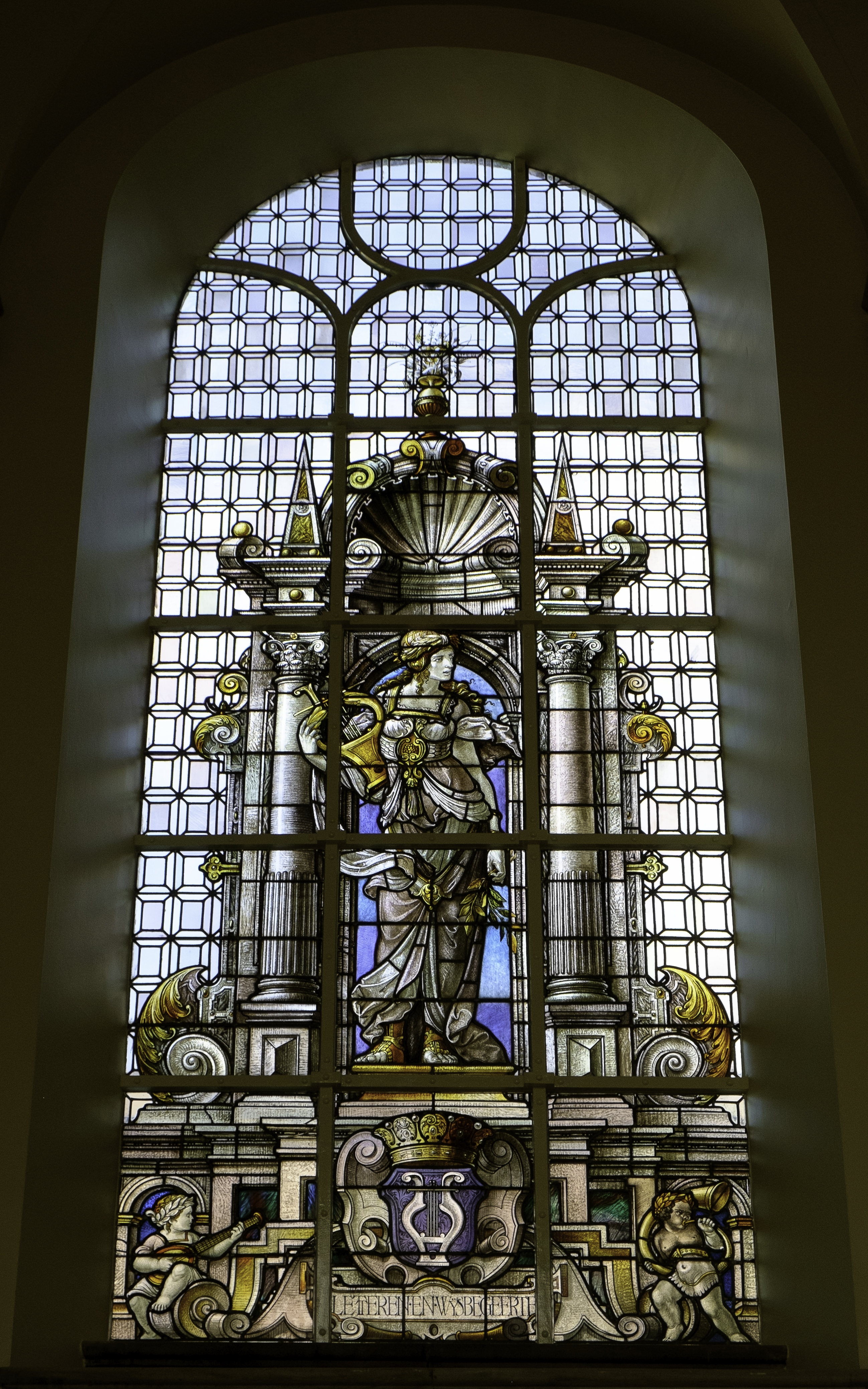
Letteren en wijsbegeerte
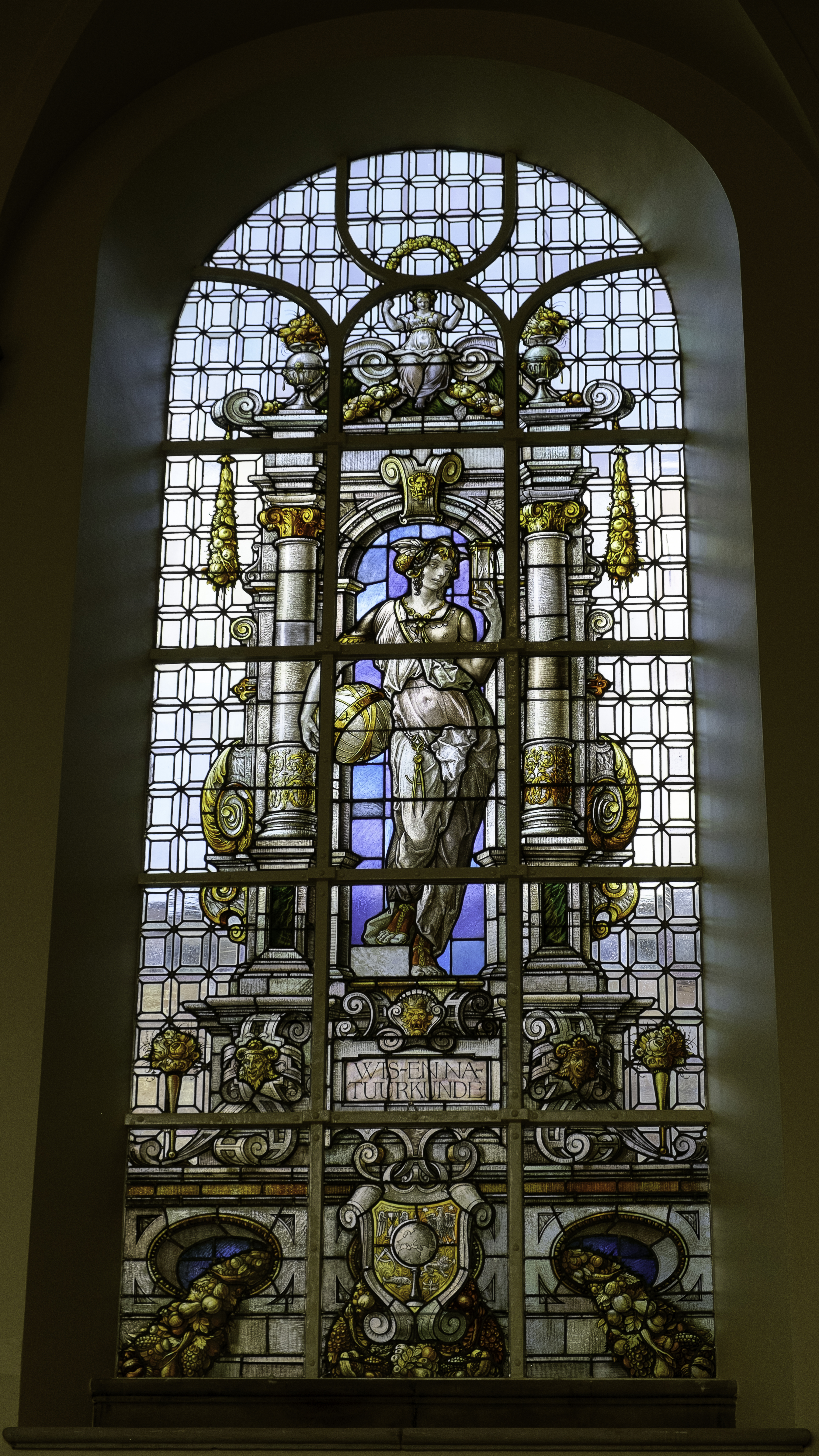
Wis- en natuurkunde
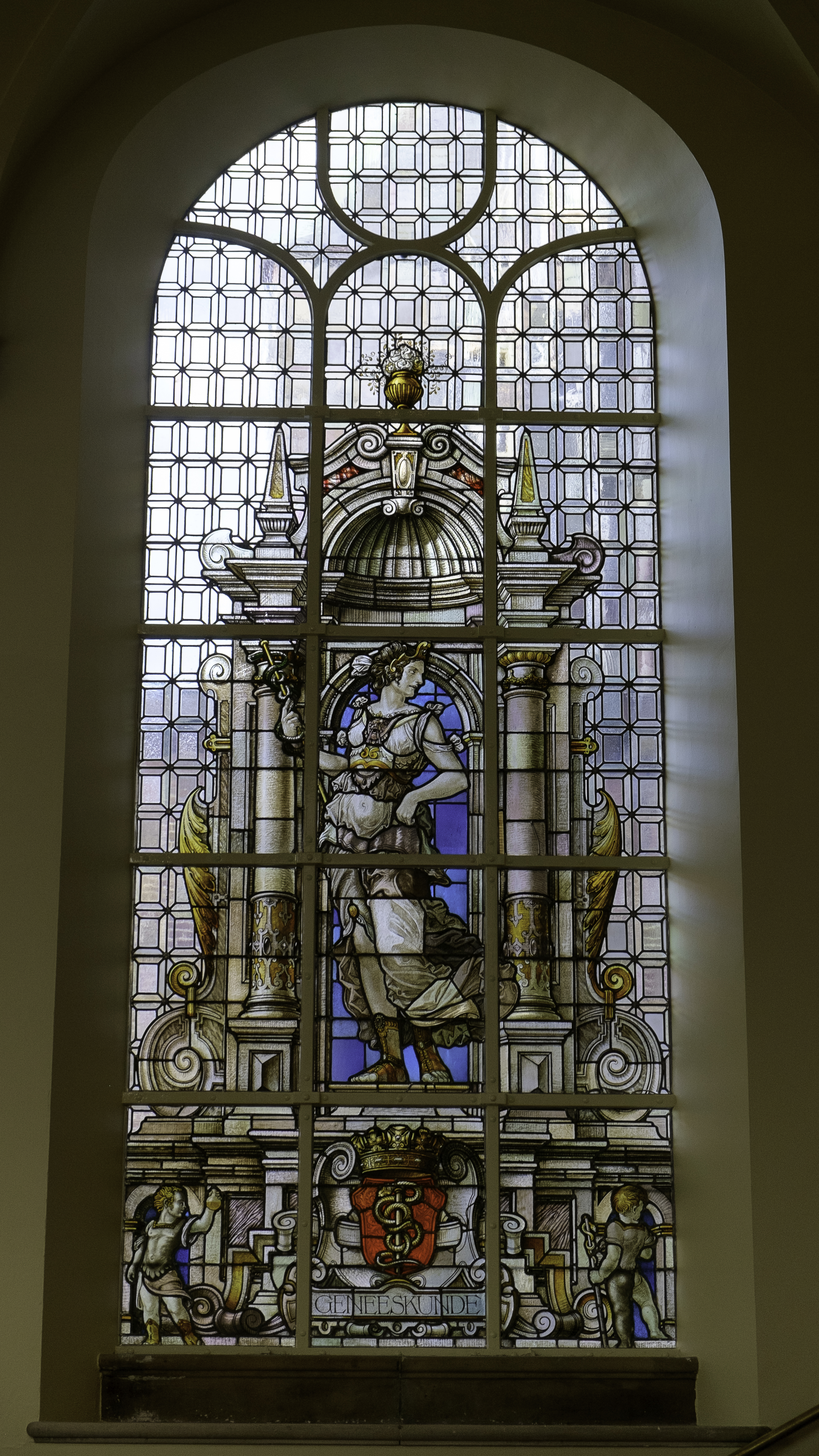
Geneeskunde